# Coldwater (Kansas)
Coldwater és una població dels Estats Units a l'estat de Kansas. Segons el cens del 2000 tenia 792 habitants.

## Demografia
Segons el cens del 2000, Coldwater tenia 792 habitants, 380 habitatges, i 209 famílies. La densitat de població era de 116,3 habitants per km².
Dels 380 habitatges en un 20,3% hi vivien nens de menys de 18 anys, en un 46,6% hi vivien parelles casades, en un 8,4% dones solteres, i en un 45% no eren unitats familiars. En el 42,9% dels habitatges hi vivien persones soles el 28,2% de les quals corresponia a persones de 65 anys o més que vivien soles. El nombre mitjà de persones vivint en cada habitatge era de 2,01 i el nombre mitjà de persones que vivien en cada família era de 2,75.
Per edats la població es repartia de la següent manera: un 20,3% tenia menys de 18 anys, un 5,4% entre 18 i 24, un 17,9% entre 25 i 44, un 24,6% de 45 a 60 i un 31,7% 65 anys o més.
L'edat mediana era de 50 anys. Per cada 100 dones de 18 o més anys hi havia 76,8 homes.
La renda mediana per habitatge era de 27.167 $ i la renda mediana per família de 36.786 $. Els homes tenien una renda mediana de 23.438 $ mentre que les dones 16.625 $. La renda per capita de la població era de 16.851 $. Entorn del 8,7% de les famílies i el 9,8% de la població estaven per davall del llindar de pobresa.

## Poblacions més properes
El següent diagrama mostra les poblacions més properes.